# Psicología arquetipal
La psicología arquetipal es una vía de investigación de la psique inaugurada a comienzos del siglo XX por Carl Gustav Jung. Jung y sus colaboradores, entre ellos Mircea Eliade, imaginaron la psicología de los arquetipos a partir del estudio de los datos que les proporcionaban la antropología y la arqueología de su época, integrando estos datos en su comprensión de la psique. Estudiaron cómo la jerarquía de los antiguos dioses, las religiones politeístas y las figuras arquetípicas que pueblan los mitos, leyendas y cuentos tradicionales influyen en la vida moderna, por su relación con el espíritu, la psique, los sueños y el Sí-mismo. 
El concepto de arquetipo procede de la filosofía griega, pero toma un nuevo sentido en la psicología de Jung. Para Aristóteles, un arquetipo es un original del que se pueden sacar derivados o fragmentos. Para Jung, en cambio, un arquetipo es un patrón heredado de pensamiento (o una imagen simbólica) que está presente en el inconsciente individual, pero tiene su origen en la experiencia colectiva de la humanidad.
Jung y sus seguidores contaban con el precedente de Sigmund Freud y varios analistas de su entorno (como Karl Abraham, Géza Róheim, Ernest Jones y otros) que también investigaron, analizaron y desarrollaron teorías sobre cómo en los antiguos mitos, leyendas, sagas y religiones aparecen contenidos que se corresponden con los impulsos y urgencias propios de la psique. Sin embargo, en el enfoque ortodoxo freudiano de estos autores hay un reduccionismo del material mítico (lo numinoso se entiende como un simple disfraz del impulso sexual, reprimido y sublimado) que el enfoque de Jung pretende superar.
La psicología arquetipal no se presenta como una corriente uniforme, sino como un grupo de tendencias que evoluciona y se desarrolla de forma constante, generando propuestas teóricas y prácticas diversas. En la actualidad, hay muchos psicoanalistas, psiquiatras, psicólogos y terapeutas (denominados a veces neo-junguianos) que practican alguna vertiente de este tipo de psicología. Un ejemplo es la psicoanalista junguiana Marion Woodman, con sus investigaciones sobre los arquetipos y sueños de lo femenino y cómo afectan a estos los choques o sinergias con los arquetipos masculinos, influyendo en la vida psíquica de las mujeres. Jean Shinoda Bolen, psiquiatra y analista junguiana, ha dedicado también su vida al estudio de la psicología de los arquetipos masculinos y femeninos, y su influencia en el desarrollo del espíritu. Clarissa Pinkola Estés, psicoanalista junguiana, sostiene que los pueblos indígenas de todo el mundo han conservado y trasmitido un conocimiento específico valioso sobre el espíritu y la psique, los arquetipos y los sueños.
A mediados de la década de los 70 del siglo pasado, James Hillman, un psicoanalista que se formó en el Instituto Jung de Zúrich, también bautizó su enfoque de la psique como psicología arquetipal. Hillman situaba su psicología dentro de la tradición junguiana y la relacionaba específicamente con la psicología analítica, de la que, sin embargo, diverge radicalmente. En efecto, su "psicología arquetipal" relativiza y desliteraliza el ego y se centra en la psique o alma, que constituye, junto con los archai, los patrones más profundos del funcionamiento psíquico, «las fantasías fundamentales que animan toda vida» (Moore, citado en Hillman 1991). La psicología arquetipal de Hillman es una psicología politeísta en la medida en que trata de reconocer las mil fantasías y seres míticos —dioses y diosas, semidioses, mortales y animales— que dan forma a nuestras vidas psíquicas y toman su forma de ellas. Para él, el ego es solo una fantasía psicológica entre otras. La psicología arquetipal de Hillman es, junto a la escuela clásica y la escuela del desarrollo, una de las tres escuelas de la psicología post-junguiana trazadas por Andrew Samuels (Samuels, 1995).

## Influencias
El desarrollo de la psicología arquetipal está influido por la psicología analítica de Carl Jung así como por la Grecia clásica, el Renacimiento y las ideas y pensamiento del Romanticismo. De hecho, las influencias de Hillman son muchas, e incluyen a otros artistas, poetas, filósofos, alquimistas y psicólogos. Uno fácilmente podría incluir en esta lista a Nietzsche, Heidegger, Henry Corbin, Keats, Shelley, Petrarca y Paracelso. Aunque todos diferentes en sus teorías y psicologías, parecen estar unidos por su preocupación común por la psique.
Hillman (1975) bosqueja un breve linaje de la psicología arquetipal:

Al invocar a Jung en el punto de partida, estoy reconociendo la importantísima deuda que la psicología de los arquetipos ha contraído con él. Jung es el antecesor inmediato en una larga línea que se remonta desde Freud, Dilthey, Coleridge, Schelling, Vico, Ficino, Plotino y Platón hasta Heráclito, y con más ramificaciones que aún quedan por rastrear.

## Psicología politeísta
Thomas Moore dice de la enseñanza de James Hillman que «retrata la psique como inherentemente múltiple». Según la visión arquetipal-politeísta, la psique o alma tiene muchas direcciones y fuentes de significado, y es esto puede experimentarse como un estado de conflicto, un combate contra los propios démones. Según Hillman, «la psicología politeísta puede aportar una diferenciación sacra a nuestra confusión interior». Hillman asegura que

El poder del mito, su realidad, reside precisamente en su poder para apoderarse de la vida psíquica e influir en ella. Los griegos sabían muy bien esto, y por tanto no tenían psicología profunda y psicopatología como hoy las tenemos. Tenían mitos. Y nosotros no tenemos mitos como tales; sino psicología profunda y psicopatología. Por tanto... la psicología muestra los mitos con vestiduras modernas y los mitos nos muestran nuestra psicología profunda con ropajes antiguos.

Hillman puntualiza que sus múltiples referencias a los dioses no deben entenderse literalmente, indicando que para él se trata de aides memoires, «ayudas para la memoria», es decir, cajas de resonancia que sirven para «hacerse eco de la vida de hoy o como acordes de bajo que dan resonancia a las pequeñas melodías de la vida». Hillmann insiste en que no ve el panteón divino como una 'matriz maestra' (master matrix) contra la cual deberíamos medirnos hoy y lamentar, por tanto, nuestro empobrecimiento.

### Psique o alma
Hillman ha sido crítico respecto de las escuelas de psicología del siglo XX (como la biopsicología, el conductismo o la psicología cognitiva) que han adoptado una filosofía y praxis propias de las ciencias naturales. Sus principales críticas incluyen su reduccionismo, materialismo y literalismo; son psicologías sin psique, sin alma. En consecuencia, la obra de Hillman ha sido una tentativa de restaurar la psique a lo que él cree que es "su lugar apropiado" en la psicología. Hillman ve el alma en acción en la imaginación, la fantasía, el mito y la metáfora. También ve el alma manifestándose en la psicopatología, en los síntomas de los desórdenes psicológicos. Psique-pathos-logos es el “discurso del alma que sufre” o el sufrimiento de significado del alma. Una gran parte del pensamiento de Hillman intenta atender el discurso del alma tal y como se revela a través de imágenes y fantasías.
Hillman aporta una definición propia del alma. En primer lugar, observa que el alma no es una «cosa», que no se trata de una identidad, ni de algo que se encuentre «dentro» de una persona. El alma «es una perspectiva, más que una sustancia, un punto de vista sobre las cosas... (es) reflexiva; media en los acontecimientos y establece diferencias...» (1975). El alma no debe localizarse en el cerebro o la cabeza, por ejemplo (donde la sitúan la mayor parte de las psicologías), sino que los seres humanos están dentro de la psique. El mundo, por su parte, es el anima mundi, el mundo dotado de alma. Hillman cita a menudo una frase acuñada por el poeta romántico inglés John Keats: «llama al mundo el valle donde se construye el alma».
Hillmann (1975) indica además que alma

se refiere a cómo los acontecimientos se adentran en experiencias; en segundo lugar, la significación que el alma hace posible, ya sea en el amor o en la inquietud religiosa, deriva de su relación especial con la muerte. Y en tercer lugar, por alma entiendo la capacidad imaginativa que tiene nuestra naturaleza para experimentar a través de la especulación reflexiva, el sueño, la imagen, la fantasía —ese modo que reconoce todas las cosas como primariamente simbólicas o metafóricas.

La noción del alma como posibilidad imaginativa, en relación con los archai o metáforas básicas, es lo que Hillman denomina «el fundamento poético de la mente».

### Análisis de los sueños
Debido a que la psicología arquetipal tiene que ver con la fantasía, el mito y la imagen, no sorprende que considere a los sueños significativos en relación con el alma y a la creación de alma. Hillman no cree que los sueños sean meros residuos aleatorios o restos de la vigilia (como sostuvieron los fisiólogos), pero tampoco cree que los sueños sean compensaciones de la pugna de la vigilia, o que contengan mensajes "secretos" sobre cómo debería vivir uno, como hizo Jung. Más bien, "los sueños nos dicen dónde estamos, no qué hacer" (1979). Por lo tanto, Hillman está en contra de los métodos de interpretación tradicionales de análisis de los sueños. El enfoque de Hillman es más fenomenológico que analítico (que rompe el sueño en sus partes constituyentes) o interpretativo-hermenéutico (que puede hacer de una imagen del sueño "algo distinto" de lo que aparenta ser). Su famosa afirmación con respecto al contenido y al proceso del sueño es "Mantente en la imagen".
Hillman (1983) describe así su posición:

Por ejemplo, alguien sueña con una serpiente negra, una gran serpiente negra, y puedes pasarte una hora entera con esta serpiente negra hablando de la madre devoradora, de la ansiedad, de la sexualidad reprimida, de la mente natural, todos esos pasos interpretativos que la gente suele hacer, y lo que no se toma en cuenta, lo que tiene una importancia vital, es lo que esta serpiente está haciendo, esta inmensa serpiente negra que se arrastra y se mete en tu vida, y en el momento en que has definido a la serpiente, la has interpretado, has perdido a la serpiente, la has detenido... La labor del análisis es mantener la serpiente ahí.

La serpiente del sueño no se convierte en otra cosa: no es ninguna de las cosas que menciona Hillman, ni tampoco un pene (como quizá habría sostenido Freud), ni la serpiente del Jardín del Edén (como, sugiere Hillman, habría propuesto Jung). No es algo que alguien pueda buscar en un diccionario de sueños; no tiene un significado preestablecido. El acercamiento fenomenológico a la serpiente soñada supone limitarse a describir a la serpiente, prestar atención a la serpiente tal y como se presenta en el sueño. La serpiente es enorme y negra, pero ¿qué más? ¿Hay otras serpientes en el sueño? Y, si las hay, ¿nuestra serpiente es mayor que las otras? ¿Menor? ¿Es una serpiente negra entre serpientes verdes? ¿O está sola? ¿En qué paisaje se encuentra? ¿Un desierto? ¿Una selva tropical? ¿Se dispone la serpiente a alimentarse? ¿Va a mudar la piel? ¿Está tomando el sol sobre una roca? Todas estas preguntas las provoca la imagen primaria de la serpiente del sueño, y pueden por ello ofrecer un material sustancioso que revele la vida psicológica del soñador y la vida de la psique que habla a través del sueño.

## El código del alma
En su obra de 1997, The Soul's Code: In Search of Character and Calling, Hillman perfila lo que denomina la teoría de la bellota del alma. Esta teoría afirma que cada individuo contiene ya un potencial de posibilidades únicas, del mismo modo que una bellota contiene el patrón de un roble. Argumenta en contra de la falacia parental, por la cual nuestros padres son vistos como cruciales en la determinación de quienes somos al proveernos su material genético y patrones de comportamiento. El libro sugiere, en cambio, conectar de nuevo con lo que hay de invisible en nuestro interior, nuestro daimon o alma o bellota y la llamada de la bellota a la naturaleza exterior. Ataca también las teorías que intentan cartografiar la vida en fases, sugiriendo que esto es contraproductivo y hace que la gente sienta que fracasa, incapaz de vivir 'normalmente'. Esto produce a su vez una sociedad trunca, normalizada, de mediocridad desalmada donde no se permite el mal pero la injusticia es omnipresente —una sociedad que no puede tolerar la excentricidad ni concede mayor relavancia a las experiencias vitales, sino que las ve como enfermedades que hay que medicar hasta hacerlos desaparecer.  
Hillman discrepa de la idea del Sí-mismo de Jung, que le parece demasiado prescriptivo, y argumenta contra la idea de un 'mapa de la vida' que hay que seguir para crecer de forma apropiada. Hillman sugiere en cambio una revaluación de cada individuo de su propia infancia y vida presente para tratar de encontrar su vocación particular, la semilla de su propia bellota. Ha dejado escrito que debe ayudar a precipitar la reconexión con el alma del mundo en el espacio entre la racionalidad y la psicología. Complementa la noción de crecimiento con la noción de crecer hacia abajo, o arraigar en la tierra y quedar conectado a ella, en orden a que el individuo crezca aún más. Hillman incorpora la lógica y el pensamiento racional, así como la referencia a historias de casos de personas bien conocidas en la sociedad, cuyos daimones se consideran claramente expuestos y materializados, en la discusión sobre el daimon. Sus argumentos son también considerados en consonancia con el puer eternus o joven eterno cuya ardiente existencia momentánea podría ser vista en la obra de poetas románticos tales como Keats o Byron y en jóvenes estrellas de rock recientemente fallecidas como Jeff Buckley o Kurt Cobain. Hillman también rechaza la causalidad como un marco de definición y sugiere en su lugar una cambiante forma de destino por la cual los acontecimientos no son inevitables pero están obligados a ser expresados de algún modo dependiendo del carácter del alma del individuo.

## Obra

### De James Hillman

#### En español
- El pensamiento del corazón. Vilaür: Ediciones Atalanta. 2017, 2024 2ª edición. ISBN 978-84-946136-8-5.
- Pan y la pesadilla. Vilaür: Ediciones Atalanta. 2007, 2024 3a edición. ISBN 978-84-126014-9-7.
- Hillman, James & Boer, Charles (2011). Las recetas del Dr. Sigmund Freud. Barcelona: Editorial Gedisa. ISBN 978-84-9784-654-7.
- Un terrible amor por la guerra. México & España: Sexto Piso. 2010. ISBN 978-84-96867-62-8.
- El sueño y el inframundo. Barcelona: Paidós Ibérica. 2004. ISBN 978-84-493-1568-8.
- La fuerza del carácter y la larga vida. Barcelona: Editorial Debate. 2000. ISBN 978-84-8306-291-3.
- Tipos de poder. Guía para pensar por uno mismo. Barcelona: Ediciones Granica. 2000. ISBN 978-950-641-300-2.
- El mito del análisis. Madrid: Editorial Siruela. 2000. ISBN 978-84-7844-534-9.
- Re-imaginar la psicología. Madrid: Editorial Siruela. 1999. ISBN 978-84-7844-423-6.
- El código del alma. Madrid: Martínez Roca Ediciones. 1998. ISBN 978-84-270-2404-5.
- Hillman, James & Ventura, Michael (1995). Cien años de psicoanálisis... y todo sigue igual. Traducción J. Collyer. Buenos Aires: Editorial Sudamericana. ISBN 978-950-07-1011-4.
- Kerenyi, K., E. Neumann, G. Scholem, J. Hillman (1994). Círculo Eranos I: Arquetipos y símbolos colectivos (James Hillman: Eranos-Jahrbuch, Volumen 42 (1973), El sueño y el inframundo). Barcelona: Editorial Anthropos. ISBN 84-7658-435-0.

#### En inglés
Edición uniforme de los escritos de James Hillman
Spring Publications, en colaboración con The Dallas Institute of Humanities and Culture, está llevando a cabo la publicación de la "Edición uniforme de los escritos de James Hillman". El conjunto en doce volúmenes encuadernados en tela de la obra de James Hillman reúne ordenados por temas las principales conferencias, escritos ocasionales, ensayos académicos, documentos clínicos y entrevistas. Cada volumen está estampado con un dibujo del artista estadounidense James Lee Byars:
1. Uniform Edition Vol. 1: Archetypal Psychology. ISBN 978-0-88214-998-1
2. Uniform Edition Vol. 2: City & Soul. ISBN 978-0-88214-577-8
3. Uniform Edition Vol. 3: Senex & Puer. ISBN 978-0-88214-581-5
4. Uniform Edition Vol. 4: From Types to Images. ISBN 978-0-88214-582-2
5. Uniform Edition Vol. 5: Alchemical Psychology. ISBN 978-0-88214-583-9
6. Uniform Edition Vol. 6: Mythic Figures. ISBN 978-0-88214-584-6
7. Uniform Edition Vol. 7: Inhuman Relations. ISBN 978-0-88214-585-3
8. Uniform Edition Vol. 8: Philosophical Inclinations. ISBN 978-0-88214-587-7
9. Uniform Edition Vol. 9: Animal Presences. ISBN 978-0-88214-588-4
10. Uniform Edition Vol. 10: Conversations and Correspondences. ISBN 978-0-88214-589-1 (en preparación)
11. Uniform Edition Vol. 11: On Melancholy & Depression. ISBN 978-0-88214-043-8
12. Uniform Edition Vol. 12: Horæ Subsecivæ. Miscellaneous Papers. ISBN 978-0-88214-945-5 (en preparación)

Obra diversa
- Hillman, James (2004). A Terrible Love of War. Penguin. ISBN 1-59420-011-4.
- Hillman, James (1999). The Force of Character. Random House. ISBN 0-375-50120-7.
- Hillman, James (1998). The Myth of Analysis: Three Essays in Archetypal Psychology. Northwestern University Press. ISBN 0-8101-1651-0.
- Hillman, James (1997). The Soul's Code: On Character and Calling. Random House. ISBN 0-446-67371-4.
- Hillman, James (1995). Kinds of Power: A Guide to its Intelligent Uses. Currency Doubleday. ISBN 0-385-48967-6.
- Hillman, James (1983). Healing Fiction. Station Hill Press. ISBN 0-930794-55-9.
- Hillman, James; Michael Ventura (1993). We've Had a Hundred Years of Psychotherapy – And the World's Getting Worse. HarperCollins. ISBN 0-06-250661-7.
- Hillman, James (1992). The Thought the Heart and the Soul of the World. Spring Publications. ISBN 0-88214-353-0.
- Hillman, James (1997). Archetypal Psychology: A Brief Account. Spring Publications. ISBN 0-88214-373-5.
- Hillman, James; Carl Gustav Jung (1985). Anima: An Anatomy of a Personified Notion. ISBN 0-88214-316-6.
- Inter Views (with Laura Pozzo), 1983
- Hillman, James (1973). The Dream and the Underworld. HarperCollins. ISBN 0-06-090682-0. (requiere registro).
- Hillman, James (1975). Loose Ends: Primary Papers in Archetypal Psychology. Spring Publications. ISBN 0-88214-308-5.
- Hillman, James (1975). Re-Visioning Psychology (based on his Yale University Terry Lectures).

### Otros autores
Ámbito hispanohablante
- López-Pedraza, Rafael (1977). Hermes y sus hijos
- López-Pedraza, Rafael (1998). Anselm Kiefer: la psicología de "Después de la Catástrofe"
- López-Pedraza, Rafael (2000). Dionisos en Exilio
- López-Pedraza, Rafael (2001). Ansiedad Cultural
- López-Pedraza, Rafael (2002). Sobre héroes y poetas
- López-Pedraza, Rafael (2003). Eros y Psique
- López-Pedraza, Rafael (2005). Artemisa e Hipólito: mito y tragedia
- López-Pedraza, Rafael (2006). Cuatro ensayos desde la psicoterapia
- López-Pedraza, Rafael (2008). Emociones: una lista

Ámbito anglohablante
- Moore, Thomas (1990). The Planets Within. SteinerBooks. ISBN 0-940262-28-2.
- Moore, Thomas (1994). Dark Eros. Spring Publications. ISBN 0-88214-365-4.
- Dennis, Sandra Lee (2001). Embrace of the Daimon. Nicolas-Hays. ISBN 0-89254-056-7.
- Paris, Ginnette (1990). Pagan Grace: Dionysos, Hermes, and Goddess Memory in Daily Life. Spring Publications. ISBN 0-88214-342-5.
- Paris, Ginnette (1986). Pagan Meditations: The Worlds of Aphrodite, Artemis, and Hestia. Spring Publications. ISBN 0-88214-330-1.
- The Power of Soul, Robert Sardello
- Ziegler, Alfred (2000). Archetypal Madicine. Spring Publications. ISBN 0-88214-374-3.
- Clift, Jean Dalby; Wallace Clift (1996). The Archetype of Pilgrimage: Outer Action with Inner Meaning. Paulist Press. ISBN 0-8091-3599-X.
- Miller, David L. (2005). Christs. Spring Journal. ISBN 1-882670-93-0. (requiere registro).
- Hells and Holy Ghosts, David L. Miller
- Echo's Subtle Body, Patricia Berry, 1982
- The Soul in Grief, Robert Romanyshyn
- Technology as Symptom and Dream, Robert Romanyshyn, 1989
- Mirror and Metaphor: Images and Stories of Psychological Life, Robert Romanyshyn, 2001
- Waking Dreams, Mary Watkins
- The Alchemy of Discourse, Paul Kugler
- Words As Eggs: Psyche in Language and Clinic, por Russell Arthur Lockhart
- The Moon and The Virgin, Nor Hall
- The Academy of the Dead, Stephen Simmer
- Svet Zhizni (Light of Life) (en ruso), Alexander Zelitchenko, 2006
- Samuels, A. (1995). Jung and the Post-Jungians. London: Routledge.
- Daniels, Aaron (2011). Imaginal Reality, Volume 1: Journey to the Voids. Aeon Books. ISBN 978-1-90465-849-8.
- Daniels, Aaron (2011). Imaginal Reality, Volume 2: Voidcraft. Aeon Books. ISBN 978-1-90465-856-6.